# Gevaro Nepomuceno
Gevaro Nepomuceno (Tilburg, 10 novembre 1992) è un calciatore olandese, originario di Curaçao, attaccante del Bentleigh Greens e della nazionale di Curaçao.

## Carriera

### Club
Dopo aver giocato nelle giovanili del NOAD, del Willem II e del RKC Waalwijk, nel 2010 si trasferisce nelle giovanili del Den Bosch. Nel 2011 debutta in prima squadra. Nel 2012 viene ceduto al Fortuna Sittard. Nel 2014 viene acquistato dai rumeni del Petrolul Ploiești. Nel febbraio 2016 viene acquistato dai portoghesi del Maritimo. Il 31 gennaio 2017 viene ceduto in prestito al Famalicão.

### Nazionale
Debutta in nazionale il 3 settembre 2014, in Porto Rico-Curaçao. Segna la prima rete con la maglia della nazionale il 5 settembre 2014, in Curaçao-Grenada.